# Zygosporium minus
Zygosporium minus är en svampart som beskrevs av S. Hughes 1951. Zygosporium minus ingår i släktet Zygosporium, divisionen sporsäcksvampar och riket svampar.   Inga underarter finns listade i Catalogue of Life.